# Vụ án Lê Văn Luyện
Vụ án Lê Văn Luyện là một vụ án giết người và cướp tài sản xảy ra tại tiệm vàng Ngọc Bích ở số 45 phố Sàn, xã Phương Sơn (nay là thị trấn Phương Sơn), huyện Lục Nam, Bắc Giang vào ngày 24 tháng 8 năm 2011. Trong vụ án này, Lê Văn Luyện đã sát hại vợ chồng chủ tiệm vàng cùng con 18 tháng tuổi, đồng thời khiến Trịnh Thị Bích, con gái 8 tuổi của gia đình, bị thương nặng. Đây được đánh giá là một vụ án rất nghiêm trọng, gây xôn xao trong dư luận và ảnh hưởng đến trật tự an ninh tại địa phương. Vụ án cũng đáng lưu ý khi tại thời điểm phạm tội, Lê Văn Luyện chỉ còn 54 ngày nữa mới tròn 18 tuổi. Do vậy, khi kết án, Luyện chịu mức án cao nhất dành cho người dưới 18 tuổi là 18 năm tù theo luật pháp của Việt Nam tại thời điểm đó. Điều này tạo ra những tranh luận về việc sửa đổi luật phòng chống tội phạm tại thời điểm này.

## Diễn biến
Lê Văn Luyện đã lỡ cầm cố mất chiếc xe máy đi mượn, mang tiền tiêu mất nên không còn tiền để chuộc xe. Đó là động cơ tiến hành vụ cướp tiệm vàng.
Theo lời khai của bị cáo, vào rạng sáng 24 tháng 8, khi trời còn mờ tối, Luyện nấp cách tiệm vàng một quãng. Khi không thấy bóng người, Lê Văn Luyện nhanh chóng đột nhập lên tầng ba ngôi nhà. Hung khí của Luyện là một con dao nhọn và một con dao phớ. Sau khi dùng đèn pin soi tầng ba không tìm thấy gì, Luyện xuống tầng 2. Suy tính vàng và nữ trang giấu ở tầng 2 nên Luyện ngắt cầu dao và camera. Lúc 5 giờ rưỡi, thấy anh Trịnh Thành Ngọc - chủ nhà - lên phơi quần áo tầng 3, Lê Văn Luyện vung dao đâm. Anh Ngọc tuy bị thương nhưng vẫn cố đoạt vũ khí và kêu cứu. Vợ anh Ngọc là chị Chín chạy lên bị chém thêm nhiều nhát. Chủ nhà sau đó cướp được con dao nhọn. Luyện liền rút dao phớ đâm tiếp. Anh Ngọc ngã lăn xuống tầng 2. Luyện tiếp tục chém nhiều nhát đến khi anh bất tỉnh.
Con gái lớn là bé Ngọc Bích nghe thấy tiếng kêu bật dậy và tìm điện thoại liên lạc bên ngoài. Lê Văn Luyện sợ bị bắt nên vung dao tấn công cô bé rồi đâm thêm nhiều nhát. Vì tưởng rằng cô bé đã chết nên Luyện bỏ đi.
Cô con gái út 18 tháng tuổi là bé Thảo khóc to nên Luyện dùng dao phớ sát hại.
Sau đó, Luyện đi lấy ba lô và cất vũ khí vào trong rồi xuống tầng 1. Luyện phá tủ kính và lấy vàng rồi mở cửa bếp thoát ra ngoài. Lúc này, trời đã sáng, khu phố đã bắt đầu nhiều người qua lại. Sợ bị phát hiện, Luyện gọi điện cho người anh họ đến đón rồi bỏ trốn.
Trong lúc chạy trốn, hành trang của Luyện chỉ có một bộ quần áo, một vài bao thuốc lá với 200.000 đồng. Ngày 31 tháng 8 năm 2011, sau 6 ngày lẩn trốn, Luyện bị lực lượng biên phòng bắt giữ ở xã Thụy Hùng, huyện Văn Lãng, Lạng Sơn. Luyện định chạy trốn sang Trung Quốc nhưng đã bị bắt và áp giải về Bắc Giang.

## Hung thủ
Lê Văn Luyện sinh năm 1993, là con trai của ông Lê Văn Miên và bà Trương Thị Thơm, trú tại thôn Sơn Đình 2 (xã Thanh Lâm, huyện Lục Nam). Theo hàng xóm, thuở nhỏ, Luyện không phải là đứa con hư, thậm chí có người còn nói Luyện "rất hiền lành, ngoan ngoãn". Công việc của gia đình Luyện là bán thịt lợn trong thôn. Bạn bè Luyện cho rằng nhà Luyện không giàu nhưng thuộc loại khá giả trong vùng vì cha mẹ Luyện chăm chỉ làm ăn.
Sau khi học hết lớp 9, Luyện không thi đậu tốt nghiệp nên bỏ học. Năm lớp 9, học lực và hạnh kiểm của Luyện chỉ đạt mức trung bình.

## Ảnh hưởng

### Các vụ án tương tự
Lê Văn Luyện giết ba người và chém trọng thương một người khi chưa đến 18 tuổi và chỉ chịu án 18 năm đã gây ảnh hưởng đến các tội phạm và nhóm tội phạm khác. Họ coi Lê Văn Luyện như thần tượng khi thừa nhận mình là "đàn em Lê Văn Luyện" và "có họ hàng với Lê Văn Luyện" khi họ phạm tội, thậm chí là giết người khi chưa đến 18 tuổi. Hai tội phạm trẻ tuổi cướp tiệm vàng ở Hà Tĩnh thì thừa nhận có nghe về Luyện nhưng "không dám học theo" vì "quá dã man".

### Hệ thống luật pháp
Hành vi của Lê Văn Luyện đã khiến các nhà làm luật phải xem xét việc giảm tuổi chịu án tử hình. Ông Đinh Xuân Thảo, Viện trưởng Viện Nghiên cứu lập pháp – Ủy ban Thường vụ Quốc hội thì cho rằng nên giảm tuổi cả về hình sự và dân sự do đủ sự chín chắn và có thể chịu trách nhiệm về hành vi. Tại thời điểm phỏng vấn, nhân vật này cho biết vấn đề chưa đem ra Quốc hội Việt Nam bàn nhưng qua ý kiến của nhiều cử tri thì vấn đề này cũng có thể được đặt ra trong thời gian tới.
Trong khi đó, ông Nguyễn Công Hồng thuộc Ủy ban Tư pháp Quốc hội cho rằng, không nên đặt vấn đề sửa luật để áp dụng án tử hình đối với người chưa thành niên phạm tội. Theo ông Hồng, Nhà nước Việt Nam đang tiến tới xu hướng giảm dần và loại bỏ án tử hình, đối tượng dưới 18 tuổi vẫn có thể hối cải.
Luật sư Trần Đình Triển, làm việc tại Văn phòng Luật Vì dân, và luật sư Vũ Văn Thiệu, làm việc tại Công ty Luật Incip, thì cho rằng với các trường hợp như Luyện, gây án có tính chất quá man rợ và tàn ác, phạm tội nhiều lần (giết nhiều người) thì cần phải có hình phạt cao hơn mức hiện nay, đồng nghĩa với việc nên sửa luật.

## Nhận xét
Tướng Phan Văn Vĩnh (Tổng cục trưởng Tổng cục cảnh sát phòng chống tội phạm, Bộ Công an) cho rằng vụ thảm án do Lê Văn Luyện gây ra là dã man, tàn bạo nhất. Ông nói rằng:
Vụ án có tính chất dã man. Một Lê Văn Luyện đã dám giết một lúc 4 người để âm mưu cướp tiệm vàng

Mẹ đối tượng, bà Trương Thị Thơm đã nói: 
Thực lòng khi nghe bà con nói về vụ cướp ở tiệm vàng Ngọc Bích tôi đã sởn da gà về hành động dã man của hung thủ

Báo Công lý thì nhận xét:
Lê Văn Luyện là một cái gì đó giống như hiện thân của bóng tối, của quỷ sa tăng.

## Quá trình thụ án
Ngày 4 tháng 6 năm 2012, Lê Văn Luyện đến Trại giam số 3 thuộc Tổng cục 8, Bộ Công an để thụ hình cải tạo. Khi mới nhập trại, Luyện không chấp hành kỷ luật. Theo Luyện, điều này là do "những suy nghĩ tiêu cực" do các "đại ca" trong trại giam gây ảnh hưởng lên Luyện. Sau đó Luyện có nhiều thay đổi. Ngoài giờ lao động cải tạo, anh ta còn đọc sách về đạo Phật, Kinh Dịch và Khí công. Luyện cũng bày tỏ mong muốn sau khi ra trại được làm nghề Đông y để chữa bệnh cứu người và chuộc lại lỗi lầm. Hưởng ứng việc phát động "viết lời xin lỗi", Luyện viết một bức thư dài hai trang giấy gửi tới nhân thân của bị hại. Luyện được cho rằng đã có rất nhiều biến đổi tích cực trong quá trình thụ án.